# بالفور استیوارت
بالفور استیوارت (انگلیسی: Balfour Stewart؛ زاده ۱ نوامبر ۱۸۲۸ درگذشته ۱۹ دسامبر ۱۸۸۷) یک فیزیک‌دان اهل اسکاتلند بود.
وی همچنین برنده جوایزی همچون نشان رامفورد شده است.